# Beteza
Beteza est une commune urbaine malgache située dans la partie ouest de la région d'Androy.